# Poço de José de Moura
Poço de José de Moura é um município brasileiro do estado da Paraíba, localizado na Região Geográfica Imediata de Cajazeiras. Possui uma área territorial de 100,971 km² e sua população, conforme estimativas do IBGE de 2021, era de 4 366 habitantes.

## História
Com a denominação Poço, foi criado em 1959, sendo distrito de Antenor Navarro (atualmente denominado São João do Rio do Peixe), assim permanecendo nas divisões territoriais de 1959, 1960 e 1991.
Pela Lei Estadual n.º 5.931, de 29-04-1994, foi emancipado, tornando-se município e sendo renomeado para Poço de José de Moura. O nome homenageia José Alves de Moura, benfeitor e rezador, que construiu o primeiro templo local.

## Geografia
O município está incluído na área geográfica de abrangência do semiárido brasileiro, definida pelo Ministério da Integração Nacional em 2005. Esta delimitação tem como critérios o índice pluviométrico, o índice de aridez e o risco de seca.